# Discoverer 30
Discoverer 30 – amerykański satelita wywiadowczy. Stanowił część tajnego programu CORONA. Był to drugi statek w kolejnej serii satelitów programu CORONA, nazwanych KH-3. Jego zdaniami miało być wykonanie wywiadowczych zdjęć Ziemi, przetestowanie nowych systemów kontroli członu Agena B, oraz zebranie danych naukowych dotyczących elektronów, promieni rentgena, i galaktycznego promieniowania radiowego. Kapsuła powrotna oddzieliła się od statku po wykonaniu 33 orbit. Została przechwycona w locie przez samolot zgodnie z planem. 

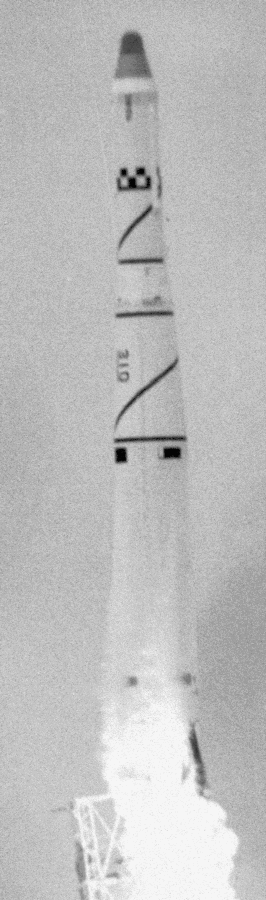
Start rakiety Thor Agena B z satelitą Discoverer 30

Wszystkie wykonane zdjęcia były bezużyteczne z powodu braku ostrości, tak jak w poprzedniej misji, Discoverer 29.
Pomyślnie wystrzelone misje KeyHole-3, czyli Discoverer 29, Discoverer 30, Discoverer 32, Discoverer 35, i Discoverer 36, zużyły razem 7 521,2448 metrów taśmy filmowej, na których wykonały 9 918 fotografii.

## Ładunek
- Kamera panoramiczna C" (Double Prime), o ogniskowej 61 cm i rozdzielczości (na powierzchni Ziemi) 7,6 m
- Detektor promieniowania kosmicznego
- Próbki wystawiane na działanie promieniowania kosmicznego

Dwie grupy klisz pokrytych emulsją czułą na promieniowanie jądrowe, ustawione pionowo i poziomo. Badały intensywność i kierunek promieniowania kosmicznego. Były czułe na neutrony, promienie X, i kwanty gamma. Eksperyment zawierał także próbki metali (w tym ziem rzadkich), wystawione na działanie środowiska kosmicznego
- Spektrometr elektronów
- Licznik promieniowania rentgenowskiego
- Odbiornik szumu radiowego